# Watervliet Arsenal

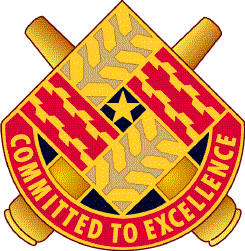

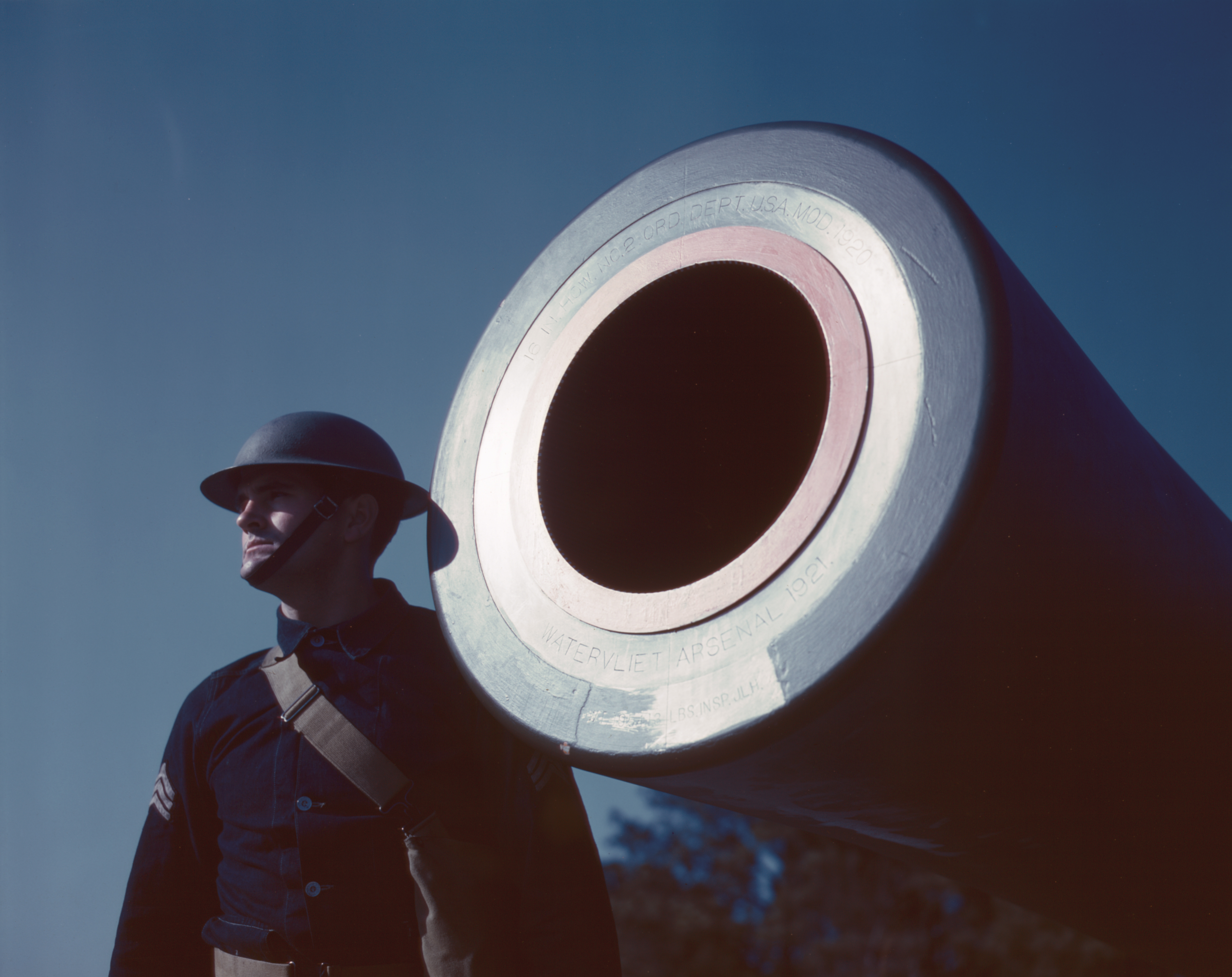
Một khẩu pháo bờ biển cỡ nòng 16-inch M1920 được sản xuất bởi Watervliet Arsenal, 1921

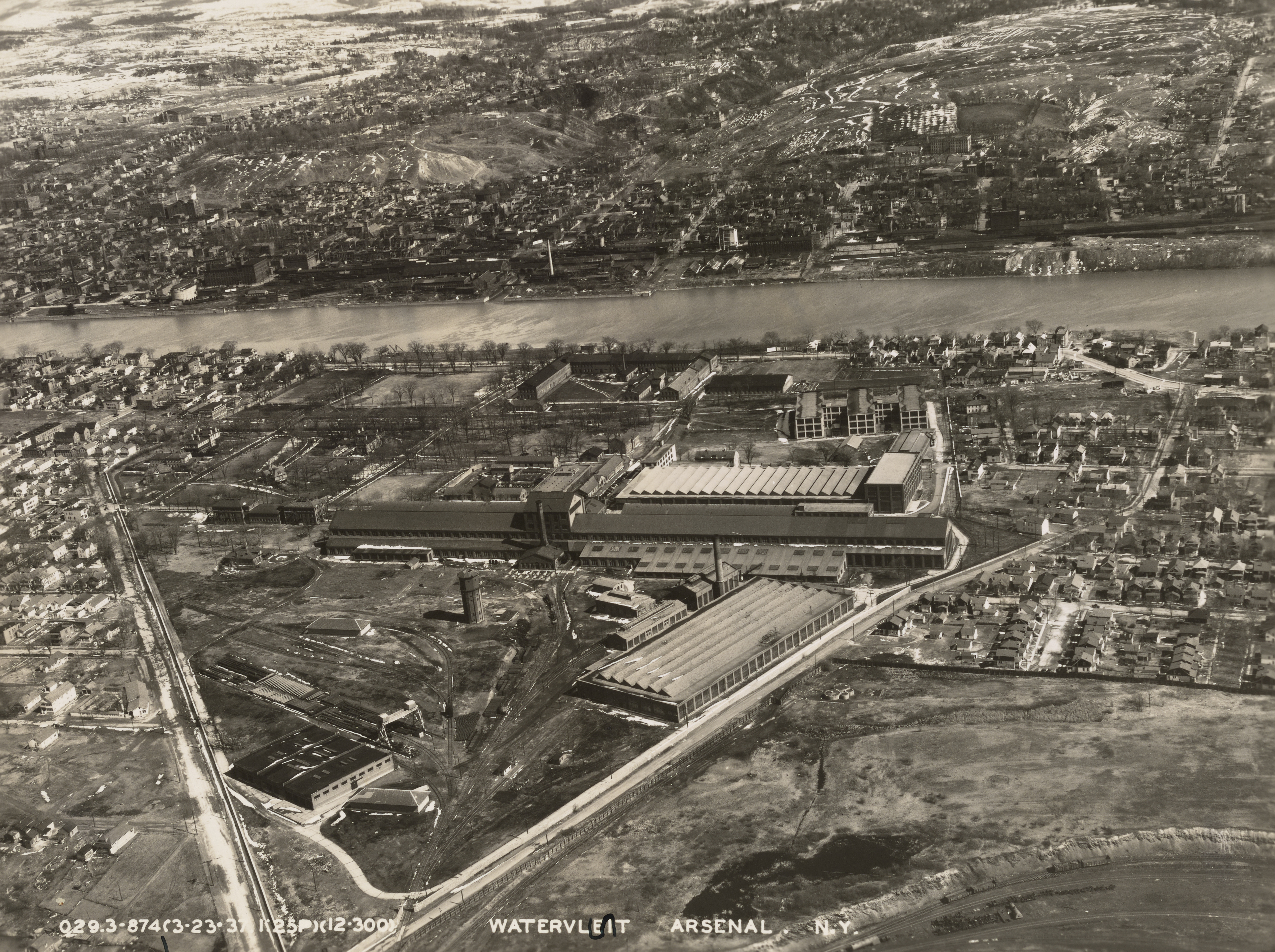
Nhà máy nhìn từ trên cao, năm 1937

Watervliet Arsenal (WVA) /ˈwɔːtərvliːt/ là một Trung tâm sản xuất các loại pháo/đạn dược của Lục quân Mỹ, có trụ sở đặt tại Watervliet, New York, trên bờ tây của Sông Hudson. Đây là xưởng sản xuất vũ khí còn hoạt động lâu đời nhất tại Hoa Kỳ và hiện nay sản xuất phần lớn pháo cho quân đội, cũng như nòng súng đại bác, súng cối và xe tăng.
Watervliet Arsenal trực thuộc Bộ tư lệnh xe tăng, ô tô và vũ khí của Lục quân Hoa Kỳ, trực thuộc Bộ tư lệnh trang thiết bị của Lục quân Hoa Kỳ .
Watervliet Arsenal được thành lập ngày 14/7/1813, nhằm mục đích sản xuất vũ khí cho cuộc Chiến tranh Hoa Kỳ–Anh Quốc (1812). Xưởng chế tạo vũ khí có diện tích 142 mẫu Anh (57 ha), cách Albany, New York khoảng 8 dặm (13 km) về phía Bắc.

### 1880s

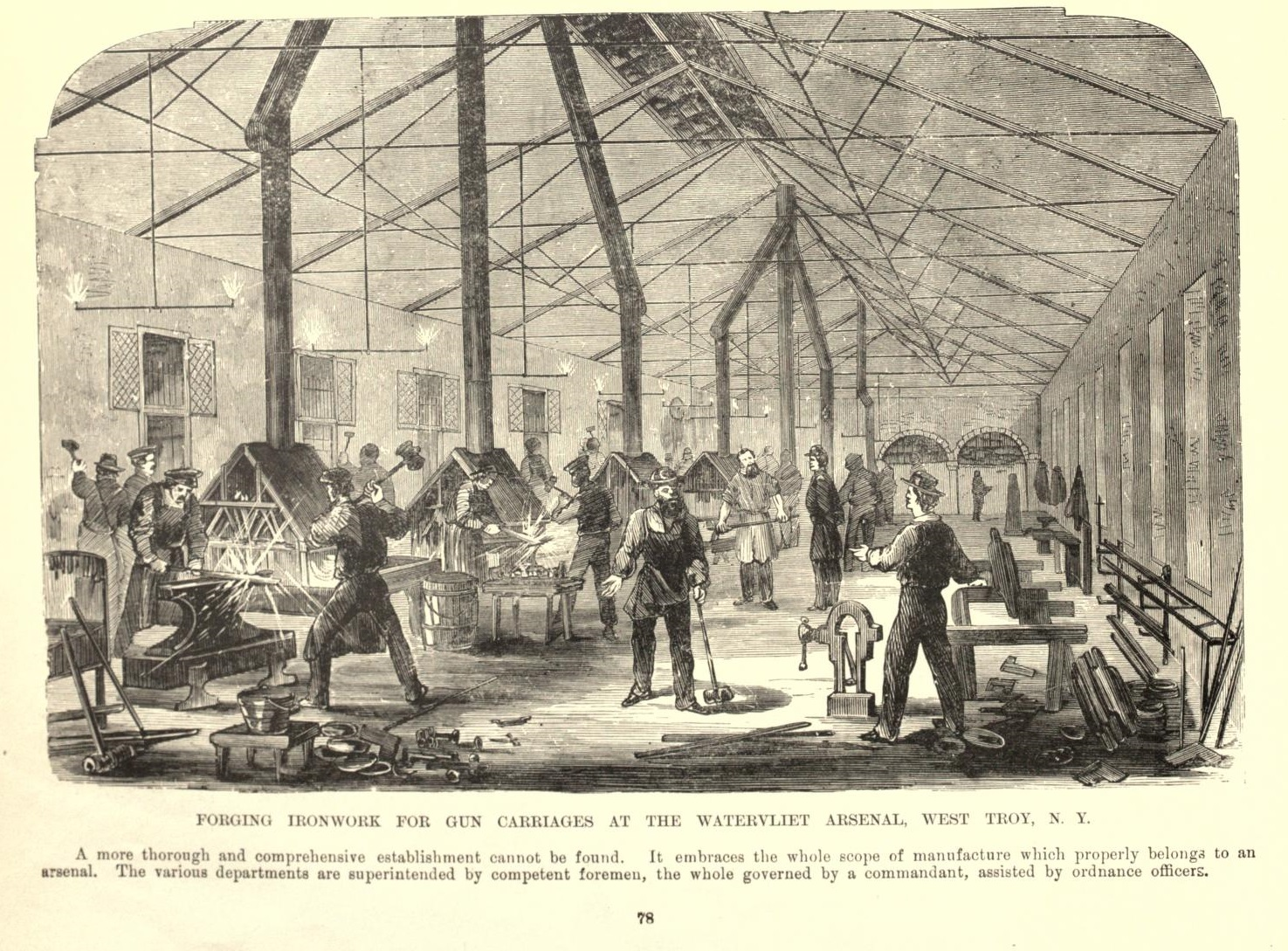

## Lịch sử

### 1970s-nay
Một bước ngoặt đáng kể trong quá trình hiện đại hóa Watervliet Arsenal là việc xây dựng lò rèn xuyên tâm vào những năm 1970, với chi phí 7 triệu đô la.
Tính đến năm 2023, Watervliet Arsenal đang sản xuất nòng pháo cho xe tăng M1 Abrams.
Vào ngày 31 tháng 7 năm 2023, Lãnh đạo phe đa số tại Thượng viện Hoa Kỳ, Thượng nghị sĩ Charles Schumer đã công bố Quốc hội Hoa Kỳ và Quân đội Hoa Kỳ phân bổ 1,7 tỷ đô la để đầu tư vào Watervliet Arsenal. Đây là khoản đầu tư lớn nhất kể từ REARM vào những năm 1980 và hướng đến mục tiêu cải thiện cơ sở vật chất, trang thiết bị và phát triển chuyên môn cũng như đào tạo kỹ năng cho nhân viên.